# Chomatobius bakeri
Chomatobius bakeri är en mångfotingart som först beskrevs av Chamberlin 1912.  Chomatobius bakeri ingår i släktet Chomatobius och familjen trädgårdsjordkrypare. Inga underarter finns listade i Catalogue of Life.